# 大連金州湾国際空港
大連金州湾国際空港（だいれんきんしゅうわんこくさいくうこう、中国語: 大连金州湾国际机场）は中国遼寧省大連市金州区に建設中の空港で、近い将来大連周水子国際空港に代るあるいはこれを補完することが予定されている。中国本土で最初の海上空港で、日本の関西国際空港やアメリカのニューヨーク・ラガーディア空港などの大規模国際空港の建設技術を参考にして、海洋埋め立てによる人工島の建設で行われている。

## 新空港の目標
空港レベルは4F規格に準拠して建設が進んでおり、完成後は世界最大の旅客機エアバスA380がスムーズに離着陸し、世界最大の海上空港となる予定である。これは国家交通輸送「十二回五か年計画」（十二五规划）発展計画と中国国務院の遼寧省沿岸経済ベルトの開発計画のための重要なプロジェクトである。

## 新空港の規模
大連金州湾国際空港は、海を埋め立てで作る人工島の建設により行っている 。埋立地は長方形で、長さ6.54キロメートル、幅3.5キロメートル、面積2087haで、埋立用枠の全長は21キロメートル、海岸からの最短距離は4.5キロメートルである。完成後は、中国大陸初の海上空港で、世界最大の海上国際空港になる。
空港には4つの滑走路の建設が予定され、滑走路の長さは3,600メートルで、まず2つの滑走路が建設される。第1段階の完了後、利用旅客数は3,100万人を超えると予想され、全体が完了後の利用旅客数は7,000万人を超えるものと予想される。総建設期間は5年で、推定投資額は263億元の予定である。

## アクセス
新空港はG201国道：大連～瀋陽（平行して瀋陽～大連高速道路＝G15瀋海高速道路）、国道202号線：大連～丹東（平行してG11鶴大高速道路）へ接続するようになり、大連市中心部からの距離は現在の大連周水子国際空港に比べて非常に遠いが、哈大高速鉄道の大連北駅からは車でわずか15分である。現在の空港には2015年にやっと大連地下鉄2号線（機場駅）ができたが、新空港にも大連地下鉄1号線の延伸計画がなされている。

## 遅延理由と批判
大連新空港の計画は2000年から有り、2009年9月には事業計画が大連市政府に批准されている。2013年に空港の建設も始まり、一時2018年までに開港と大連では発表されていたが、工事は遅れている。遅れている理由の一つには中央政府の建設許可を待たずに埋め立て工事が始められたことに伴う手続き上の混乱があった。また海上空港の維持費用が陸上空港の数倍かかることに対する批判が中国国内にある。

## 参照項目
- 中国の空港の一覧
- 大連周水子国際空港